# Ануфриево (Рыбинский район)
В Ярославской области есть ещё одна деревня Ануфриево, в Пошехонском районе.
Ану́фриево – деревня в Макаровском сельском округе Судоверфского сельского поселения Рыбинского района Ярославской области.
Деревня расположена на правом берегу Фоминского ручья, недалеко от его впадения в  Волгу, между деревнями Макарово и Стерлядево. Деревня находится в городском окружении – к югу от неё, город Рыбинск (микрорайон Прибрежный), а к северу – микрорайон Переборы. С противоположной стороны ручья Рыбинский кабельный завод и завод гидромеханизации.  Автомобильная дорога, соединяющая центральную часть Рыбинска с микрорайоном Переборы проходит к западу от деревни, через деревню Макарово .
В деревне Макарово, на противоположном берегу Фоминского ручья – небольшая церковь Александра Невского, построенная в начале XX века  и кладбище.
На 1 января 2007 года в деревне числилось 10 постоянных жителей . Почтовое отделение Рыбинск-16 (Переборы) обслуживает в деревне Ануфриево 25 домов .